# Pilostigma sanguineum
Pilostigma sanguineum là một loài thực vật có hoa trong họ Loranthaceae. Loài này được (F. Muell.) Tiegh. miêu tả khoa học đầu tiên năm 1894.